# Trichomorpha hyla
Trichomorpha hyla är en mångfotingart som beskrevs av Hoffman 1979. Trichomorpha hyla ingår i släktet Trichomorpha och familjen Chelodesmidae. Inga underarter finns listade i Catalogue of Life.